# 11066 Sigurd
11066 Sigurd è un asteroide near-Earth del diametro medio di circa 2,8 km. Scoperto nel 1992, presenta un'orbita caratterizzata da un semiasse maggiore pari a 1,3915794 au e da un'eccentricità di 0,3752741, inclinata di 36,87787° rispetto all'eclittica.